# Сметьёво
Сметьёво — деревня в Сергиево-Посадском районе Московской области России, входит в состав городского поселения Богородское.

## Население
| 1835 | 1850 | 1857 | 1859 | 1886 | 1895 | 1905 | 1926 |
| ---- | ---- | ---- | ---- | ---- | ---- | ---- | ---- |
| 226  | ↘216 | ↗244 | ↘222 | ↘190 | ↗238 | ↘227 | ↗280 |
| 2002 | 2006 | 2010 |      |      |      |      |      |
| ↘2   | ↗5   | ↘3   |      |      |      |      |      |

## География
Деревня Сметьёво расположена на севере Московской области, в восточной части Сергиево-Посадского района, примерно в 74 км к северу от Московской кольцевой автодороги и 21 км к северу от станции Сергиев Посад Ярославского направления Московской железной дороги, восточнее водохранилища Загорской ГАЭС на реке Кунье.
В 8 км юго-восточнее деревни проходит Ярославское шоссе М8, в 13,5 км к югу — Московское большое кольцо А108, в 36 км к западу — автодорога Р112. Ближайшие населённые пункты — деревни Жерлово и Геронтьево.
К деревне приписано садоводческое товарищество.

## История
В «Списке населённых мест» 1862 года — казённая деревня 2-го стана Александровского уезда Владимирской губернии на Никольском просёлочном тракте от Никольского перевоза через реку Дубну в город Александров, в 36 верстах от уездного города и 14 верстах от становой квартиры, при пруде, с 44 дворами и 222 жителями (100 мужчин, 122 женщины).
По данным на 1895 год — деревня Рогачёвской волости Александровского уезда с 238 жителями (113 мужчин, 125 женщин). Основным промыслом населения являлось хлебопашество, в зимнее время женщины и подростки занимались размоткой шёлка и клеением гильз, 27 человек уезжали в качестве прислуги и фабричных рабочих на отхожий промысел в Санкт-Петербург, Сергиевский посад и Александровский уезд.
По материалам Всесоюзной переписи населения 1926 года — центр Сметьёвского сельсовета Рогачёвской волости Сергиевского уезда Московской губернии в 9,6 км от Ярославского шоссе и 29,9 км от станции Сергиево Северной железной дороги; проживало 280 человек (125 мужчин, 155 женщин), насчитывалось 54 хозяйства (53 крестьянских).
С 1929 года — населённый пункт Московской области в составе:
- Выпуковского сельсовета Сергиевского района (1929—1930)[15],
- Выпуковского сельсовета Загорского района (1930—1963, 1965—1984)[16][17][18],
- Выпуковского сельсовета Мытищинского укрупнённого сельского района (1963—1965)[16],
- рабочего посёлка Богородское Загорского района, административное подчинение (1984—1991)[17],
- рабочего посёлка Богородское Сергиево-Посадского района, административное подчинение (1991—2006)[17],
- городского поселения Богородское Сергиево-Посадского района (2006 — н. в.)[19].